# Friends (film 1993)
Friends è un film del 1993 diretto da Elaine Proctor, vincitore della Menzione speciale per la miglior opera prima al 46º Festival di Cannes.

## Riconoscimenti
- Festival di Cannes 1993
  - Menzione speciale